# Рывкин, Исай Яковлевич
Исай Яковлевич Рывкин (1901—1970) — советский военачальник, генерал-майор интендантской службы. Принимал участие в боях за освобождении Ленинграда.
Указом Президиума ВС СССР от 22 декабря 1942 года награждён медалью «За оборону Ленинграда».

## Биография
Родился в 1901 году в местечке Городцы РогачЁвского Могилёвской губернии в семье мелкого торговца. Окончил неполную среднюю школу (3 класса городского училища). Был рабочим на кожевенном заводе.
Член ВКП(б) c 1920.
Добровольно вступил в РККА 08.01.1920 . В органах ВЧК−ОГПУ−НКВД с 1924.
Начальник управления снабжения войск НКВД Ленинградского фронта (1941—1942)
Дата призыва 06.05.1942
Уволен в отставку в 1962 году.
Похоронен на Донском кладбище.

### Звания и военная карьера
- бригинтендант (11 апреля 1938 года)
- генерал-майор (б мая 1942 года)
- начальник управления снабжения войск НКВД Ленинградского фронта 1941—1942
- заместитель командующего 44-й армией по тылу 1942—1944
- начальник тыла Северного фронта ПВО 1944—1945
- служил в Управлении снабжения войск НКВД 1945—1962

### Награды
- Орден Ленина (1945)
- Орден Красного Знамени (Указ Президиума ВС СССР от 03.11.1944 № 219/172) Информация о награждении
- Орден Красного Знамени (1945)
- Орден Красной Звезды (Указ Президиума ВС СССР от 14.04.1943 № 605/130) Информация о награждении
- Орден Красной Звезды (Указ Президиума ВС СССР от 17.04.1943 № 605/137) Описание Подвига, информация по награждению
- Орден «Знак Почёта» (Указ Президиума ВС СССР от 26.04.1940 (II))
- Орден Отечественной войны II степени (Указ Президиума ВС СССР от 17.11.1945 № 223/159) Информация о награждении
- Медаль «За оборону Ленинграда» (Указ Президиума ВС СССР от 22.12.1942) Информация о награждении
- Медаль «За оборону Кавказа» (Указ Президиума ВС СССР от 30.08.1944)
- Медаль «За победу над Германией в Великой Отечественной войне 1941—1945 гг.»
- Юбилейная медаль: «ХХ лет РККА» (Указ Президиума ВС СССР от 22.02.1938)